# Acer nikoense
Acer nikoense é uma espécie de árvore do gênero Acer, pertencente à família Aceraceae.